# Bahnstrecke Passau–Freyung
| Ein Zug auf der Ilztalbahn bei Neuhausmühle |                                                                                                |                                             |                                             |
| |                                                                                                |                                             |                                             |
| Streckennummer (DB): | 5840                                                                                           |                                             |                                             |
| Kursbuchstrecke (DB): | 12888 (ehem. 877)                                                                              |                                             |                                             |
| Kursbuchstrecke: | 426r (Passau Hbf – Waldkirchen (Niederbay) 1946) 426s (Waldkirchen (Niederbay) – Freyung 1946) |                                             |                                             |
| Streckenlänge: | 49,54 km                                                                                       |                                             |                                             |
| Spurweite: | 1435 mm (Normalspur)                                                                           |                                             |                                             |
| Streckenklasse: | C2                                                                                             |                                             |                                             |
| Maximale Neigung: | 25 ‰                                                                                           |                                             |                                             |
| Minimaler Radius: | 180 m                                                                                          |                                             |                                             |
| Streckengeschwindigkeit: | 50 km/h                                                                                        |                                             |                                             |
| Zugbeeinflussung: | PZB                                                                                            |                                             |                                             |
| |                                                                                                |                                             |                                             |
| \| \| \| von Wels \| \| \| \| 0,000 \| Passau Hbf \| 295 m \| \| \| \| nach Neumarkt-Sankt Veit \| \| \| \| 2,200 \| Passau-Auerbach \| Passau-Auerbach \| \| \| \| nach Obertraubling \| \| \| \| 3,074 \| Infrastrukturgrenze DB InfraGO / Ilztalbahn \| Infrastrukturgrenze DB InfraGO / Ilztalbahn \| \| \| \| Donaubrücke Kachlet (240 m) \| \| \| \| 4,200 \| Stelzlhof (Wiedereröffnung geplant) \| Stelzlhof (Wiedereröffnung geplant) \| \| \| 8,040 \| Anst ZF Patriching \| Anst ZF Patriching \| \| \| 8,000 \| Tunnel Tiefenbach (46 m) \| Tunnel Tiefenbach (46 m) \| \| \| 9,050 \| Tiefenbach (b Passau) (geplant) \| Tiefenbach (b Passau) (geplant) \| \| \| 9,270 \| Tiefenbach (b Passau) (vormals Bf) \| 394 m \| \| \| 15,600 \| Fischhaus \| 324 m \| \| \| 17,000 \| Ilz-Brücke (70 m) \| Ilz-Brücke (70 m) \| \| \| 20,340 \| Kalteneck \| 334 m \| \| \| \| ehem. nach Deggendorf \| \| \| \| \| Tunnel Fürsteneck 1 (130 m) \| \| \| \| \| Tunnel Fürsteneck 2 (94 m) \| \| \| \| 24,200 \| Fürsteneck \| Fürsteneck \| \| \| 24,530 \| Fürsteneck \| 356 m \| \| \| 28,000 \| Neuhausmühle (Bedarfshalt) \| 379 m \| \| \| \| Osterbach \| \| \| \| \| Bundesstraße 12 \| \| \| \| \| Osterbach \| \| \| \| \| Osterbach \| \| \| \| 30,560 \| Röhrnbach \| 398 m \| \| \| \| Osterbach \| \| \| \| 37,980 \| Waldkirchen (Niederbay) \| 516 m \| \| \| \| ehem. nach Haidmühle \| \| \| \| 38,900 \| Waldkirchen Volksfest (seit 2024; temporär) \| Waldkirchen Volksfest (seit 2024; temporär) \| \| \| 39,700 \| Mayersäge \| Mayersäge \| \| \| \| Osterbach \| \| \| \| 43,040 \| Karlsbach (geplant) \| Karlsbach (geplant) \| \| \| 44,000 \| Karlsbach (Niederbay) \| 551 m \| \| \| 47,000 \| Grillaberg \| Grillaberg \| \| \| 49,540 \| Freyung \| 636 m \| \| \| \| \| \| \| Quellen: [3][4][5][6] \| \| \| \| |                                                                                                |                                             |                                             |
| Strecke |                                                                                                | von Wels                                    | von Wels                                    |
| Bahnhof | 0,000                                                                                          | Passau Hbf                                  | 295 m                                       |
| Abzweig geradeaus und nach links |                                                                                                | nach Neumarkt-Sankt Veit                    | nach Neumarkt-Sankt Veit                    |
| ehemaliger Haltepunkt / Haltestelle | 2,200                                                                                          | Passau-Auerbach                             | Passau-Auerbach                             |
| Abzweig geradeaus und nach links |                                                                                                | nach Obertraubling                          | nach Obertraubling                          |
| Wechsel des Eisenbahninfrastrukturunternehmens | 3,074                                                                                          | Infrastrukturgrenze DB InfraGO / Ilztalbahn | Infrastrukturgrenze DB InfraGO / Ilztalbahn |
| Brücke über Wasserlauf |                                                                                                | Donaubrücke Kachlet (240 m)                 | Donaubrücke Kachlet (240 m)                 |
| ehemaliger Haltepunkt / Haltestelle | 4,200                                                                                          | Stelzlhof (Wiedereröffnung geplant)         | Stelzlhof (Wiedereröffnung geplant)         |
| Abzweig geradeaus und von links | 8,040                                                                                          | Anst ZF Patriching                          | Anst ZF Patriching                          |
| Tunnel | 8,000                                                                                          | Tunnel Tiefenbach (46 m)                    | Tunnel Tiefenbach (46 m)                    |
| ehemaliger Haltepunkt / Haltestelle | 9,050                                                                                          | Tiefenbach (b Passau) (geplant)             | Tiefenbach (b Passau) (geplant)             |
| Haltepunkt / Haltestelle | 9,270                                                                                          | Tiefenbach (b Passau) (vormals Bf)          | 394 m                                       |
| Haltepunkt / Haltestelle | 15,600                                                                                         | Fischhaus                                   | 324 m                                       |
| Brücke über Wasserlauf | 17,000                                                                                         | Ilz-Brücke (70 m)                           | Ilz-Brücke (70 m)                           |
| Bahnhof | 20,340                                                                                         | Kalteneck                                   | 334 m                                       |
| Abzweig geradeaus und ehemals nach links |                                                                                                | ehem. nach Deggendorf                       | ehem. nach Deggendorf                       |
| Tunnel |                                                                                                | Tunnel Fürsteneck 1 (130 m)                 | Tunnel Fürsteneck 1 (130 m)                 |
| Tunnel |                                                                                                | Tunnel Fürsteneck 2 (94 m)                  | Tunnel Fürsteneck 2 (94 m)                  |
| Haltepunkt / Haltestelle | 24,200                                                                                         | Fürsteneck                                  | Fürsteneck                                  |
| ehemaliger Bahnhof | 24,530                                                                                         | Fürsteneck                                  | 356 m                                       |
| Haltepunkt / Haltestelle | 28,000                                                                                         | Neuhausmühle (Bedarfshalt)                  | 379 m                                       |
| Brücke über Wasserlauf |                                                                                                | Osterbach                                   | Osterbach                                   |
| Strecke mit Straßenbrücke |                                                                                                | Bundesstraße 12                             | Bundesstraße 12                             |
| Brücke über Wasserlauf |                                                                                                | Osterbach                                   | Osterbach                                   |
| Brücke über Wasserlauf |                                                                                                | Osterbach                                   | Osterbach                                   |
| Haltepunkt / Haltestelle | 30,560                                                                                         | Röhrnbach                                   | 398 m                                       |
| Brücke über Wasserlauf |                                                                                                | Osterbach                                   | Osterbach                                   |
| Bahnhof | 37,980                                                                                         | Waldkirchen (Niederbay)                     | 516 m                                       |
| Abzweig geradeaus und ehemals nach rechts |                                                                                                | ehem. nach Haidmühle                        | ehem. nach Haidmühle                        |
| Haltepunkt / Haltestelle | 38,900                                                                                         | Waldkirchen Volksfest (seit 2024; temporär) | Waldkirchen Volksfest (seit 2024; temporär) |
| ehemaliger Haltepunkt / Haltestelle | 39,700                                                                                         | Mayersäge                                   | Mayersäge                                   |
| Brücke über Wasserlauf |                                                                                                | Osterbach                                   | Osterbach                                   |
| ehemaliger Haltepunkt / Haltestelle | 43,040                                                                                         | Karlsbach (geplant)                         | Karlsbach (geplant)                         |
| ehemaliger Bahnhof | 44,000                                                                                         | Karlsbach (Niederbay)                       | 551 m                                       |
| ehemaliger Haltepunkt / Haltestelle | 47,000                                                                                         | Grillaberg                                  | Grillaberg                                  |
| Kopfbahnhof Streckenende | 49,540                                                                                         | Freyung                                     | 636 m                                       |
| |                                                                                                |                                             |                                             |
| Quellen: |                                                                                                |                                             |                                             |

Die Bahnstrecke Passau–Freyung (auch Ilztalbahn bzw. Untere Waldbahn) ist eine 49,5 Kilometer lange eingleisige, nicht elektrifizierte Nebenbahn in Bayern.

## Streckenbeschreibung
Die Ilztalbahn beginnt am Passauer Hauptbahnhof. Von dort führt sie nach Westen über die Hauptstrecke Passau–Obertraubling, zweigt von ihr nach etwa zwei Kilometern nordwärts ab und überquert auf der Kachletbrücke (Steinbachmühlbrücke), unweit des Kraftwerks Kachlet, die Donau. Danach steigt sie in den Bayerischen Wald hinauf und erreicht hinter Tiefenbach das Ilztal, dem sie nach Norden folgt.
Im Bahnhof Kalteneck zweigte früher die Bahnstrecke Deggendorf–Kalteneck ab, die mittlerweile zum Großteil demontiert und zu einem Radweg umgebaut wurde. Kurz vor Fürsteneck verlässt die Bahnstrecke das Ilztal und durchquert zwei kleine Tunnel, um dann nach Osten in das Tal des Osterbachs zu wechseln. Diesem folgt sie bis zum Bahnhof Waldkirchen, in dem einst die Bahnstrecke Waldkirchen–Haidmühle abzweigte. Auch diese wurde mittlerweile zu einem Radweg umgebaut.
Von der größten Stadt des Landkreises Freyung-Grafenau führt die Strecke wieder in nördliche Richtung nach Freyung, wo sie nach einer 180°-Kurve ihren Endbahnhof erreicht.

## Geschichte

### 1881 bis 1945

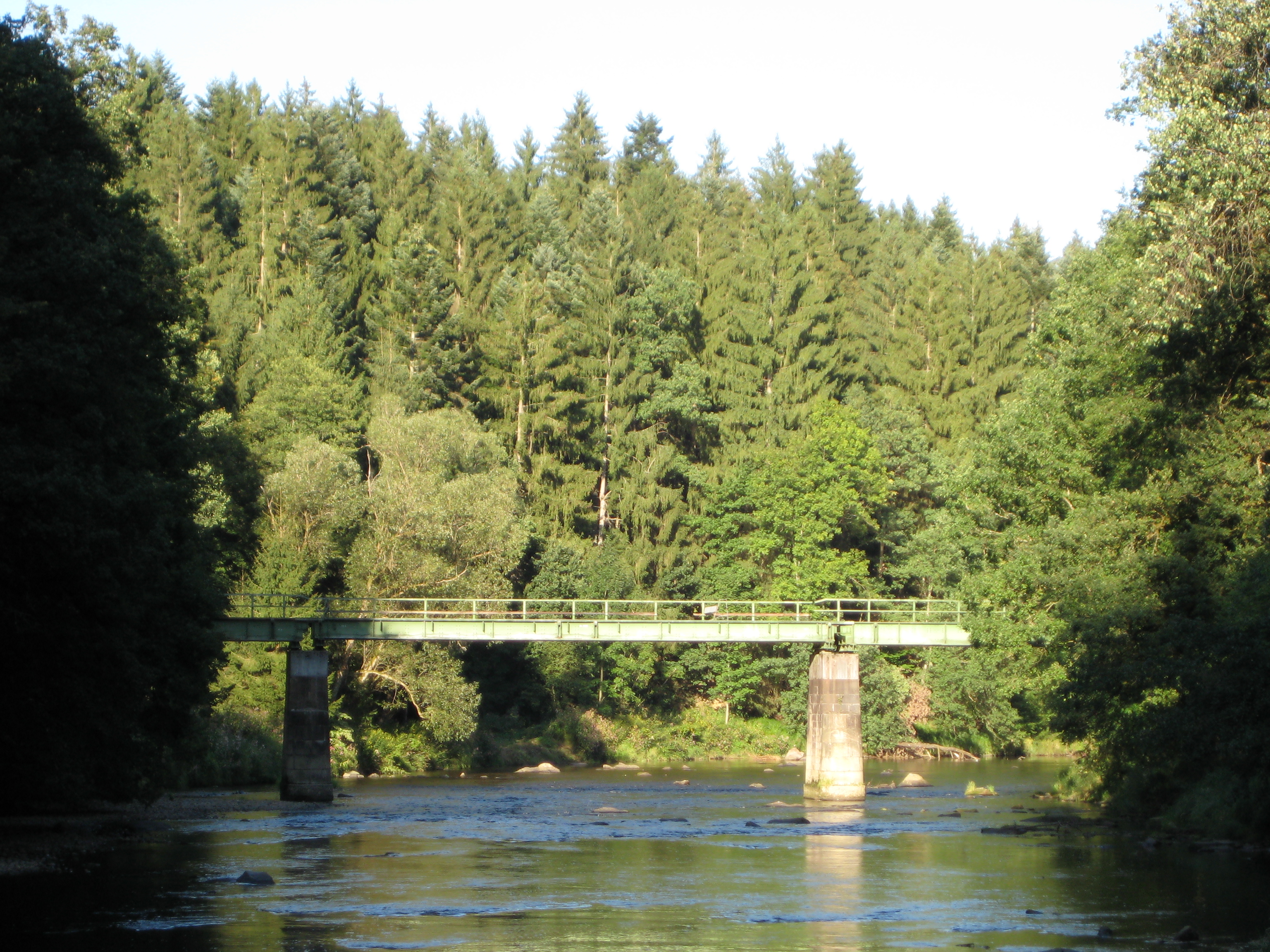
Ilzbrücke nördlich von Fischhaus

In den 1880er-Jahren wurde der Ruf nach einer Bahnstrecke in den südlichen Bayerischen Wald lauter. Eine erste diesbezügliche Versammlung am 26. Oktober 1881 forderte in einer Resolution die Staatsregierung auf, eine Bahn von Zwiesel über Freyung nach Passau zu bauen. Am 6. Februar 1883 veröffentlichte das königlich-bayerische Staatsministerium des Königlichen Hauses und des Äußeren eine Untersuchung, nach der die Trasse Zwiesel–Grafenau–Hohenau–Freyung–Waldkirchen–Fürsteneck–Schalding–Passau näher zu prüfen sei. Dies wurde gegenüber einer Variante Grafenau–Fürsteneck–Schalding–Passau und einer Zweigstrecke Fürsteneck–Waldkirchen bevorzugt. Insbesondere die Bayerische Staatsforstverwaltung wollte, dass man Fürsteneck anbindet, um hier einen großen Holzlagerplatz anzulegen. Die Bahn sollte als Vizinalbahn errichtet werden. Hierzu hatten die am Bahnbau Interessierten den Grund kostenfrei zur Verfügung zu stellen sowie die Erdbaukosten zu übernehmen. Diese Kosten von etwa einer Million Mark wären durch die Staatliche Forstverwaltung, Großgrundbesitzer sowie Glasfabriken aufzubringen gewesen.
Das Ministerium berichtete am 2. Juli 1883, dass der Bahnhof in Grafenau in Stadtnähe errichtet wird und man somit auf die Strecke Grafenau–Freyung verzichtet. Den Planungsauftrag für den unteren Teil der „Waldbahn“ genannten Strecke von Passau nach Freyung erhielt am 10. Januar Ingenieur Slesinger. Dieser untersuchte eine Variante westlich bei Auerbach von der Hauptstrecke Passau–Obertraubling abzweigend über Stelzlhof, Hacklberg in Richtung Mausmühle, wo die Trasse dem Verlauf der früheren Schalding–Freyunger-Pläne folgen sollte, sowie eine zweite Variante, die von Passau bis Fischhaus der Ilz folgte, um dann dem Lärmbachtal nach Hutthurm und Büchlberg zu folgen. Von dort sollte sie durchs Erlautal über Außernbrünst nach Waldkirchen und Edelmühle verlaufen, um dort in die alten Trassenpläne zu münden. Bei dieser Variante sollte Tittling über eine Straßenbahn an die Strecke angebunden werden.
Zwar traten die privaten Interessenten und die Gemeinden Hutthurm und Büchlberg für die zweite Trasse ein, jedoch gaben bautechnische und finanzielle Schwierigkeiten den Ausschlag für die erste Variante, für die sich die Staatsregierung aussprach.
Obwohl bereits im Herbst 1884 die ersten Grunderwerbungen für die Trasse über Fürsteneck getätigt worden waren, versuchte das Passauer Eisenbahnkomitee noch am 6. Februar 1885 durch einen Brief an Minister von Crailsheim die Regierung doch noch von der Hutthurmer Trasse zu überzeugen. Ebenso schlug die Gemeinde Jandelsbrunn mit 15 weiteren unterzeichneten Gemeinden bereits am 15. Februar 1885 vor, die Strecke bei Waldkirchen abzweigend bis zur Landesgrenze mit Anschluss an eine damals bereits konzessionierte Bahnstrecke in Böhmen zu errichten. Am 13. März 1885 folgte eine Denkschrift des Passauer Eisenbahnkomitees, das sich erneut für die Hutthurmer Strecke aussprach.
Am 21. März 1885 wurde ein Kostenvoranschlag für die Kosten, die der Staat zu tragen hatte, aufgestellt. Diese sollten 5,15 Millionen Mark betragen. Am 8. April 1885 erklärten der Distriktrat Wolfstein sowie das Forstamt, Gemeinden und Großgrundbesitzer ihre Bereitschaft zur Abtretung des Grundes für den Bahnbau. Bei den folgenden Verhandlungen am 10. April 1885 forderte die Stadt Passau die Trassenführung über Hutthurm, legte aber kein Veto gegen die Fürstenecker Trassenführung ein. Durch den Austritt des Abgeordneten Franz Xaver Rosenberger aus dem Eisenbahnkomitee im Mai 1885 verlor dieses einen wichtigen Fürsprecher der Hutthurmer Strecke, sodass der Widerstand gegen die Fürstenecker Trasse schließlich aufgegeben wurde. Am 25. Juni 1885 konnte schließlich der Grunderwerb für diese Trasse abgeschlossen werden und am 19. September 1885 löste sich schließlich das Passauer Eisenbahnkomitee auf.
Die Konzessionierung für diese Strecke wurde schließlich am 13. Januar 1886 mit dem Gesetz Nr. 231/II erteilt und Mitte 1887 begann der Bau. Das erste Teilstück Passau–Kalteneck–Röhrnbach wurde am 6. Dezember 1890 feierlich in Betrieb genommen. Fast zwei weitere Jahre gingen ins Land, bis der Bau den Endbahnhof Freyung erreichte. Der erste Zug zwischen Passau und Freyung erreichte schließlich am 15. Oktober 1892 die Bezirksamtsstadt. Insgesamt wurden auf dieser Strecke 5,94 Millionen Mark verbaut. Von diesen trugen der Staat 5,58 Millionen Mark und private Interessenten 0,36 Millionen Mark für die Bereitstellung des Grundes. Neben dem Personenverkehr diente diese Strecke insbesondere dem Granit- und Holztransport aus dem Bayerischen Wald nach Passau und darüber hinaus. Hierzu verkehrten in den Anfangsjahren bis 1906 die Personenzüge oft als Güterzüge mit Personenbeförderung (GmP). Durch Rangiervorgänge auf den Unterwegsstationen verlängerte sich die Fahrzeit auf bis zu drei Stunden.
Der Bahnhof in Freyung wurde so angelegt, dass eine Weiterführung in Richtung Grafenau möglich gewesen wäre. Diese Pläne einer Querverbindung durch den Bayerischen Wald wurden durch eine von Grafenauer Bürgern durchgesetzte stadtnahe Trassenführung der Bahnstrecke Zwiesel–Grafenau verhindert. Ebenso wurden spätere Pläne, eine Bahnstrecke von Grafenau über Schönberg nach Fürstenstein zu bauen, nie verwirklicht. Über die Bahnstrecke Deggendorf–Kalteneck hätte hier Anschluss an die Ilztalbahn bestanden. Auch die im Zuge des Baus der schmalspurigen Spiegelauer Waldbahn 1908 von Klingenbrunn über Spiegelau nach Mauth geäußerten Hoffnungen, eine normalspurige Verbindung zwischen Mauth und Freyung herzustellen, wurden nicht erfüllt. So blieb diese Bahnstrecke bis heute eine Stichstrecke.
Die Bahnstrecke hatte seit ihrer Eröffnung in Passau Anschluss an die Bahnstrecken Passau–Obertraubling und Wels–Passau. Kurz nach der Eröffnung wurde am 6. Oktober 1888 ein Anschluss Richtung Neumarkt-Sankt Veit fertiggestellt. Weitere sechs Jahre später folgte am 25. November 1904 die Eröffnung der Bahnstrecke Passau-Voglau–Hauzenberg. Somit trafen sich im Bahnknoten Passau fünf Bahnstrecken. Zwei weitere Bahnstrecken wurden anschließend von der Ilztalbahn ausgehend gebaut. Zunächst wurde am 15. November 1910 mit der Bahnstrecke Waldkirchen–Haidmühle eine Verbindung zum Bahnnetz im Böhmerwald hergestellt. Wenige Jahre später wurde mit der sogenannten Vorwaldbahn eine Trasse links der Donau zwischen Deggendorf und Kalteneck errichtet. Diese wurde in zwei Teiletappen am 26. November 1913 und am 1. August 1914 eröffnet.
Da die Strecke nach den Kriterien einer Nebenbahn trassiert wurde, konnten auf ihr zu Beginn nur bayerische Lokalbahnlokomotiven mit geringer Achslast verkehren. Insbesondere im Güterverkehr wurden dabei vom Bahnbetriebswerk Passau die bayerischen BB II-Malletlokomotiven, Baureihe 98.7 (ehem. Bayerische BB II) eingesetzt. Ab Anfang der 1930er-Jahre fuhren bis zum Beginn des Zweiten Weltkriegs auch zweiachsige Dieseltriebwagen der Baureihen 135 und 137 und die passenden Beiwagen nach Freyung. Außerdem wird vom Einsatz von Dampflokomotiven der Baureihe 70.0 (ehem. Bayerische Pt 2/3) berichtet.
Nach der Streckensanierung und Verstärkung des Oberbaus übernahmen Lokomotiven der Baureihe 64 (für den Personenverkehr) und der Baureihe 86 (für den Güterverkehr), später auch Dieselmaschinen den Zugbetrieb. Im Personenverkehr wurden Schienenbusse eingesetzt.

### 1945 bis 1979
Infolge des Zweiten Weltkriegs kam es auch zu Beschädigungen an der Ilztalbahn. So wurde die Kachletbrücke am 30. April 1945 gesprengt, zudem stürzte der Tunnel bei Tiefenbach ein. Es dauerte bis zum 3. Februar 1947, ehe er wieder nutzbar war. Die Instandsetzung der Brücke war am 29. April 1948 abgeschlossen, womit die Gesamtstrecke wieder durchgängig befahrbar war. 1947 erhielt Grillaberg einen Haltepunkt, der in Eigeninitiative der Einwohner des Ortes errichtet wurde.
Mit dem großflächigen Einsatz der Schienenbusse wandelte sich auch das Bild im Personenverkehr der Strecke. Wie auf vielen Nebenstrecken in Deutschland übernahmen nach und nach diese Züge ab den 1960er Jahren komplett den Verkehr. Im Jahre 1979 wurde mit der Einführung der sogenannten Alpen-See-Express-Züge Fernverkehr auf dieser Strecke angeboten. Die ehemaligen Trans-Europ-Express-Züge der Baureihe VT 11.5 fuhren während des Sommerfahrplans von Dortmund nach Freyung. Diese Züge verkehrten allerdings nur diese eine Saison und wurden im folgenden Jahr nach Zwiesel, Bodenmais und Grafenau geführt.

### 1980 bis 2002 Stilllegung und Verfall
Ab dem Jahr 1980 wurde der Verkehr auf der Ilztalbahn von der Deutschen Bundesbahn Stück für Stück zurückgefahren. So wurde der Sonntagsverkehr eingestellt und der Werktagsverkehr auf vier Zugpaare reduziert. Noch vor Beginn des Sommerfahrplans 1982, am 30. April, wurde der Personenverkehr eingestellt. Der marode Zustand der Kachletbrücke über die Donau ließ ab dem 1. Mai keinen Zugverkehr mehr zu. Den öffentlichen Personennahverkehr übernahmen daraufhin Bahnbusse. Der verbliebene Güterverkehr wurde über die Bahnstrecke Deggendorf–Kalteneck umgeleitet. Da die Strecke unter anderem für die Kaserne am Goldenen Steig in Freyung bedeutsam war, wurde die Brücke für insgesamt 3,6 Millionen DM saniert. Um Kosten zu sparen, wurden hierfür Brückenteile aus der Strategischen Stahlreserve der Bundeswehr verwendet. Eine weitere Million DM floss in die Oberbausanierung bis Kalteneck. Damit konnte die Gesamtstrecke im November 1982 wieder eröffnet werden. Die Zahnradfabrik in Patriching bei Passau, die Bundeswehr in Freyung und der Wohnwagenhersteller Knaus in Jandelsbrunn sorgten weiterhin für ein starkes Güterverkehrsaufkommen.
Ein erster Niedergang dieses Verkehrs setzte durch die Einstellung des öffentlichen Wagenladungsverkehrs nördlich der Anschlussstelle Zahnradfabrik am 1. Oktober 1994 und die Stilllegung der Anschlussbahn nach Jandelsbrunn am 1. Oktober 1995 ein. Hiermit verlor die Bahnstrecke den großen Güterkunden Knaus. Im Jahr 1998 ließ die Bayerische Eisenbahngesellschaft durch Transcare und Regio-Rail eine Untersuchung der beiden Strecken Passau–Freyung und Waldkirchen–Jandelsbrunn durchführen. Während sich für den Ast nach Jandelsbrunn nur ein Fahrgastpotenzial von 760 Fahrgästen von Montag bis Freitag ergab, wurden für den Abschnitt von Freyung nach Waldkirchen 1.700 Fahrgäste prognostiziert. Trotz dieses positiven Bescheids wurde kein Personenverkehr auf diesem Abschnitt bestellt. Wenige Jahre später, im April 2001, gab die Bundeswehr ihren Güterverkehr auf, da die Preise für den Unterhalt der Bahnstrecke sich deutlich erhöht hatten. Lediglich die ZF Passau GmbH sowie vereinzelte Sonderfahrten der Passauer Eisenbahnfreunde, zuletzt am 5. August 2001, verblieben als Verkehr auf der Strecke. Einer abzusehenden Stilllegung der Strecke kam das Augusthochwasser 2002 zuvor. Die Wassermassen zerstörten an mehreren Stellen den Bahndamm. Eine relativ einfache Wiederherstellung erschien der DB Netz AG unwirtschaftlich. Nachdem Verhandlungen mit Kaufinteressenten für die Bahnstrecke gescheitert waren, beantragte sie am 11. März 2005 beim Eisenbahnbundesamt die Stilllegung der Strecke. Diese wurde mit Wirkung zum 1. April 2005 genehmigt.

### 2005 bis 2008 Reaktivierungsbemühungen
Nach der erfolgten Stilllegung kam es zu mehreren Beschlüssen der Anliegergemeinden, die Strecke zu kaufen, um sie in einen Radwanderweg umzuwandeln. Er sollte unter anderem den Adalbert-Stifter-Radweg und den Donau-Ilz-Radweg miteinander verbinden. Zwei Fördervereine mit gegensätzlichen Interessen gründeten sich daraufhin. Der Förderverein Radwegenetz Unterer Bayerischer Wald sprach sich für den Bau des Radwegs aus. Unter Führung des damaligen Passauer Dombaumeisters Michael Hauck engagierte er sich für ein Fahrradnetz im unteren Bayerischen Wald mit Verbindung zum Donauradweg. Der Förderverein Ilztalbahn setzte sich dagegen für eine Wiederaufnahme des Schienenverkehrs ein. Er strengte am 8. Oktober 2006 in Freyung und Waldkirchen Bürgerbegehren an, um die Kommunen am Kauf der Bahnstrecke (und damit an der bahnfremden Verwendung der Trasse) zu hindern. Beide scheiterten am notwendigen Zustimmungsquorum von 20 %. Die DB Netz AG stellte daraufhin einen Antrag auf Freistellung von Bahnbetriebszwecken, um die Strecke an die Kommunen verkaufen zu können. Daraufhin gründete sich am 14. November 2006 die Ilztalbahn GmbH mit dem ehemaligen Vorstandsmitglied des bayerischen VCD Thomas Schempf und Helmut Streit als Geschäftsführer. Diese legte gegen den Freistellungsantrag Widerspruch ein. Das Eisenbahn-Bundesamt erkannte den Widerspruch am 16. Juli 2007 an, womit zum ersten Mal ein Freistellungsantrag abgewiesen wurde. Die Gegeneinwände der Gemeinden Ruderting und Röhrnbach wurden abgewiesen und der Beschluss somit am 16. August 2007 bestandskräftig.
Die Ilztalbahn GmbH verhandelte daraufhin, um den Abschluss eines Pachtvertrags mit der DB Netz AG und eine Betriebsgenehmigung beim bayerischen Wirtschaftsministerium zu erreichen. Der Freyunger Stadtrat sowie der Kreistag des Landkreises Passau gaben im September 2007 ihre Pläne für einen Radwegebau auf. Die Städte Freyung und Waldkirchen sowie der Bezirk Südböhmen und die Stadt Vimperk beschlossen im November 2007, Kooperationspartner für einen Antrag auf Förderung durch die EU im Rahmen des Interreg-IV-Programms zu werden. Die Stadt Volary und die Gemeinde Horní Planá (Oberplan) folgten im Januar 2008. Als Antragskonzept wurde ein internationales ÖPNV-Netz vorgeschlagen. Zwischen der Ilztalbahn und dem tschechischen Bahnhof Nové Údolí soll ein Anschlussbusverkehr eingerichtet werden. Der tschechische Netzbetreiber SŽDC erklärte daraufhin, die drei Bahnlinien des Okres Prachatice (Bezirks Prachatitz) in den nächsten Jahren sanieren zu wollen.
Im ersten Halbjahr 2008 wurde über das Verkehrskonzept und den Pachtvertrag zwischen den Beteiligten verhandelt. Eine im Sommer 2008 vom Förderverein Radwegenetz im Unteren Bayerischen Wald eingereichte Petition beim Bayerischen Landtag, die sich skeptisch gegenüber einer Bahnreaktivierung zeigte und welche sich für einen Radweg auf der Trasse aussprach, wurde abgelehnt.

### 2008 bis 2010 Vorarbeiten für die Reaktivierung

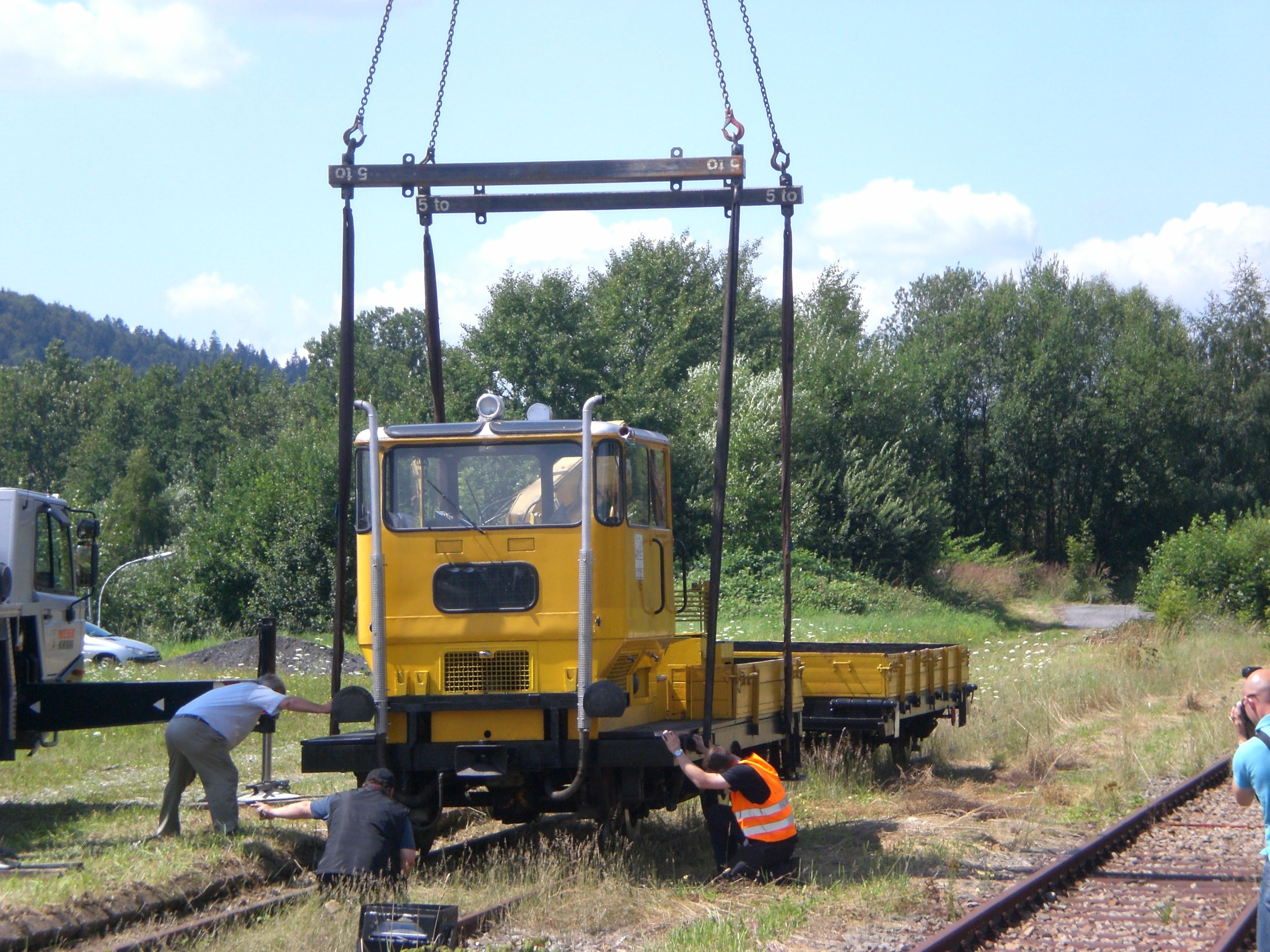
Aufgleisen des Klv 53 im Bahnhof Waldkirchen

Im Spätsommer 2008 begannen Mitglieder des Fördervereins Ilztalbahn e. V. die Bahnstrecke freizuschneiden. Gutachter untersuchten die Strecke auf ihren Bauzustand und bezifferten den Finanzbedarf für die Wiederherstellung der reinen Befahrbarkeit auf 770.000 Euro und 100.000 Euro für Prüf- und Abnahmegebühren. Mit dieser Summe wurde die Reaktivierung der Ilztalbahn in den Antrag auf Interreg-IV-Förderung im Rahmen des Nahverkehrskonzepts Donau-Ilz-Moldau im Herbst 2009 aufgenommen.
Insgesamt umfasste der Förderantrag 7,5 Millionen Euro, der von tschechischen und bayerischen Regierungsvertretern, der Euregio Bayerischer Wald – Böhmerwald, dem Förderverein Ilztalbahn, der Ilztalbahn GmbH, dem Landkreis Freyung-Grafenau sowie den Städten Waldkirchen und Freyung unterstützt wurde. Im Antrag waren neben der Reaktivierung der Ilztalbahn die Sanierung des Bahnhofumfelds in Waldkirchen (circa 305.000 Euro) und Freyung (circa 250.000 Euro), die Einrichtung dreier Buslinien mit Anschluss an die Ilztalbahn und Verbindung in die Nationalparke Bayerischer Wald und Böhmerwald sowie an das tschechische Bahnnetz in Nové Údolí (circa 58.000 Euro), ferner die Verbesserung des Radwegenetzes und Marketingmaßnahmen enthalten.
Die Rhein-Sieg-Eisenbahn GmbH aus Bonn-Beuel erhielt als Kooperationspartner der Ilztalbahn GmbH vom zuständigen Wirtschaftsministerium am 13. März 2009 die Betriebserlaubnis für 50 Jahre und die Ilztalbahn GmbH schloss mit der DB Netz AG am 2. Juni 2009 einen Pachtvertrag über ebenfalls 50 Jahre.
Daraufhin wurde der Passauer Eisenbahnfreunde-Schwerkleinwagen der Baureihe Klv 53 am 6. August 2009 per LKW nach Waldkirchen gebracht, um bei Streckenarbeiten zu helfen. Seit diesem Tag galt die Ilztalbahn als Baugleis. Am 9. August 2009 veranstaltete der Förderverein Ilztalbahn das 1. Waldkirchner Bahnhofsfest. Bei der Gelegenheit wurden auch kurze Fahrten mit einer Draisine zwischen dem Bahnhof und dem Bahnübergang Schiefweg angeboten.
Nachdem der Bahnübergang an der Bahnhofsstraße in Röhrnbach durch den Landkreis Freyung-Grafenau für Schienenfahrzeuge wieder befahrbar gemacht worden war und die Ilztalbahn GmbH auf eigene Rechnung die kleinere Schadstelle am Fürstenecker Bahnhof Ende 2009 beseitigt hatte, konnte somit die Ilztalbahn von km 49,5 bis km 5,7 befahren werden. Hier hatte ein etwa 30 Meter langer Dammrutsch die Strecke unpassierbar gemacht. Nachdem Ende Juni 2010 der Interreg-Begleitausschuss einstimmig den Förderantrag in Höhe von 1,67 Millionen Euro genehmigt hatte, begann die Beseitigung des Dammrutsches. Die insgesamt 134.000 Euro teuere Baumaßnahme konnte Anfang September abgeschlossen werden. Die Bahnstrecke war somit wieder als Baugleis voll befahrbar. Der bereits fertige Nordabschnitt von Freyung bis Waldkirchen wurde am 3. September 2010 durch die zuständige Eisenbahnaufsichtsbehörde, der Regierung von Oberbayern und unter Federführung des Landesbevollmächtigten für Bahnaufsicht (LfB) für den öffentlichen Eisenbahnverkehr freigegeben.

### 2010 Teileröffnung Waldkirchen – Freyung
Mit Bahnhofsfesten in Freyung und Waldkirchen und Pendelfahrten mit einem Waldbahn-Regio-Shuttle wurde die Teilstrecke am 12. September 2010 eröffnet. Alleine an diesem Tag fuhren 3.488 Fahrgäste mit den Zügen. Auch das Bussystem des Freizeitkonzepts Donau-Ilz-Moldau wurde gestartet. Im Oktober 2010 fuhren an zwei weiteren Tagen Züge auf der Strecke. Nach Angaben des Fördervereins wurden alleine 2010 über 4.000 Arbeitsstunden geleistet und dabei 300 Schilder neu aufgestellt.

### 2011 Gesamteröffnung der Strecke
Die Gesamtstrecke wurde am 4. und 5. Juli 2011 durch die bayerische Landeseisenbahnaufsicht abgenommen. Der erste, mit Pressevertretern besetzte Personenzug fuhr am 15. Juli 2011 von Passau nach Waldkirchen.

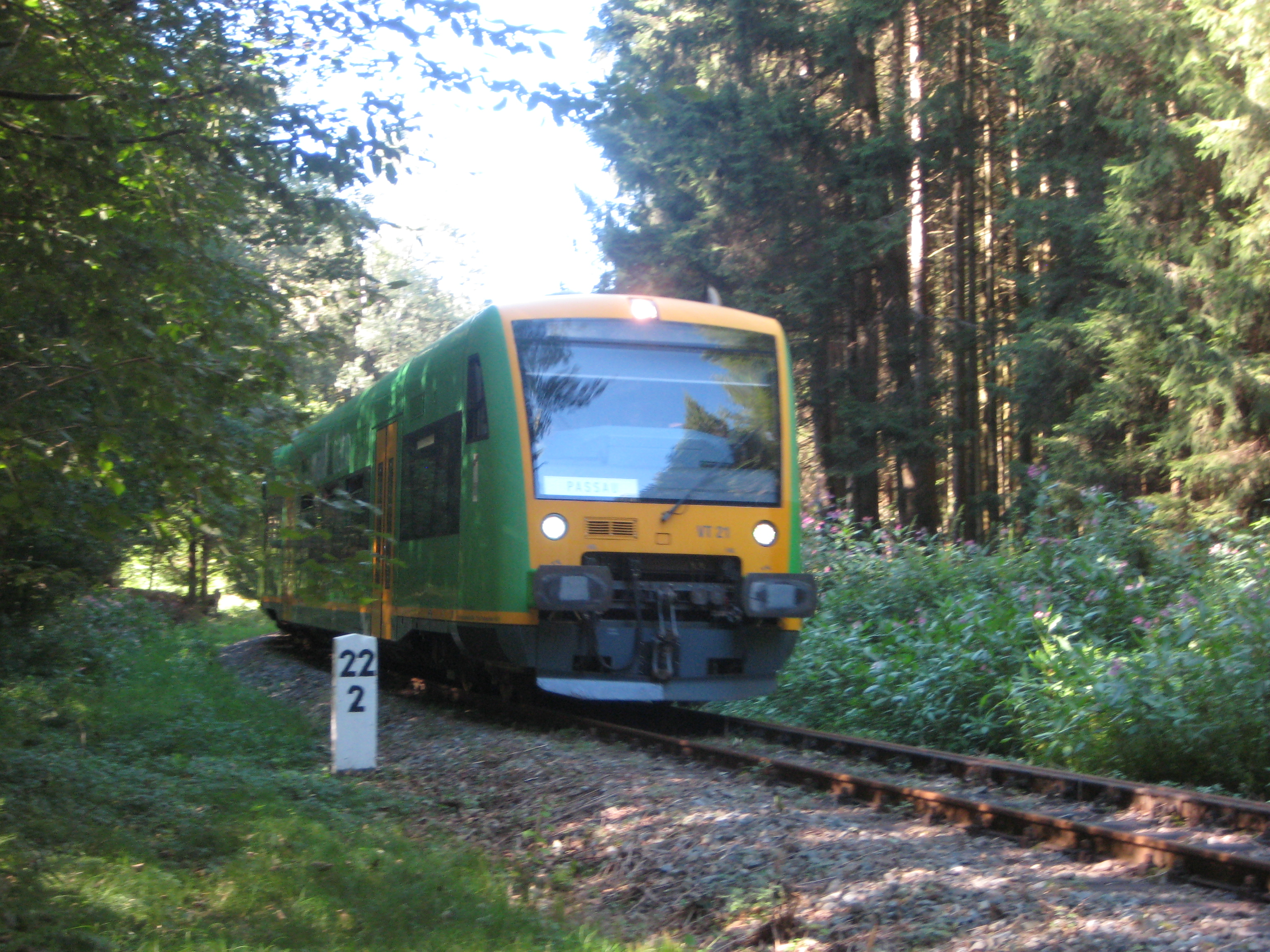
Die Ilztalbahn nördlich von Kalteneck

Die offizielle Eröffnung erfolgte am 16./17. Juli 2011. Dabei wurden über 2.500 Personen befördert. Die beiden Ilztalbahn-Buslinien wurden ebenso an diesem Tag gestartet. Diese wurden durch die Ilztalbahn GmbH bestellt, da eine Abstimmung des Kreistags Freyung-Grafenau erst ab September 2011 wirksam wurde.
Bis zum 31. Oktober 2011 wurden 34 weitere Fahrttage an Wochenenden und Feiertagen durchgeführt. Dabei fuhren in der Hauptsaison im Schnitt etwa 1.000 Fahrgäste pro Tag mit. In der gesamten Saison konnten 28.000 Fahrgäste gezählt werden. Damit wurde die Saison mit einem finanziellen Gewinn abgeschlossen. Mit Hilfe regionaler Banken konnte die Ilztalbahn GmbH im Herbst 2011 schließlich die Bürgschaft für die Fördersumme von rund 1,7 Millionen Euro aufbringen. Dies sichert den Betrieb und Ausbau der Bahnstrecke für die weiteren Jahre.

### 2012 Ausweitung der Fahrsaison
Die Fahrsaison 2012 dauerte vom 28. April bis 28. Oktober. Wie im Vorjahr wurde an Wochenenden und Feiertagen gefahren. Insgesamt fuhren über 50.000 Fahrgäste an 27 Wochenenden mit den Zügen der Ilztalbahn. Dabei wurde am 15./16. September mit 3.600 Fahrgästen ein Rekord für ein reguläres Fahrwochenende aufgestellt.

### 2013 Beeinträchtigung durch das Juni-Hochwasser

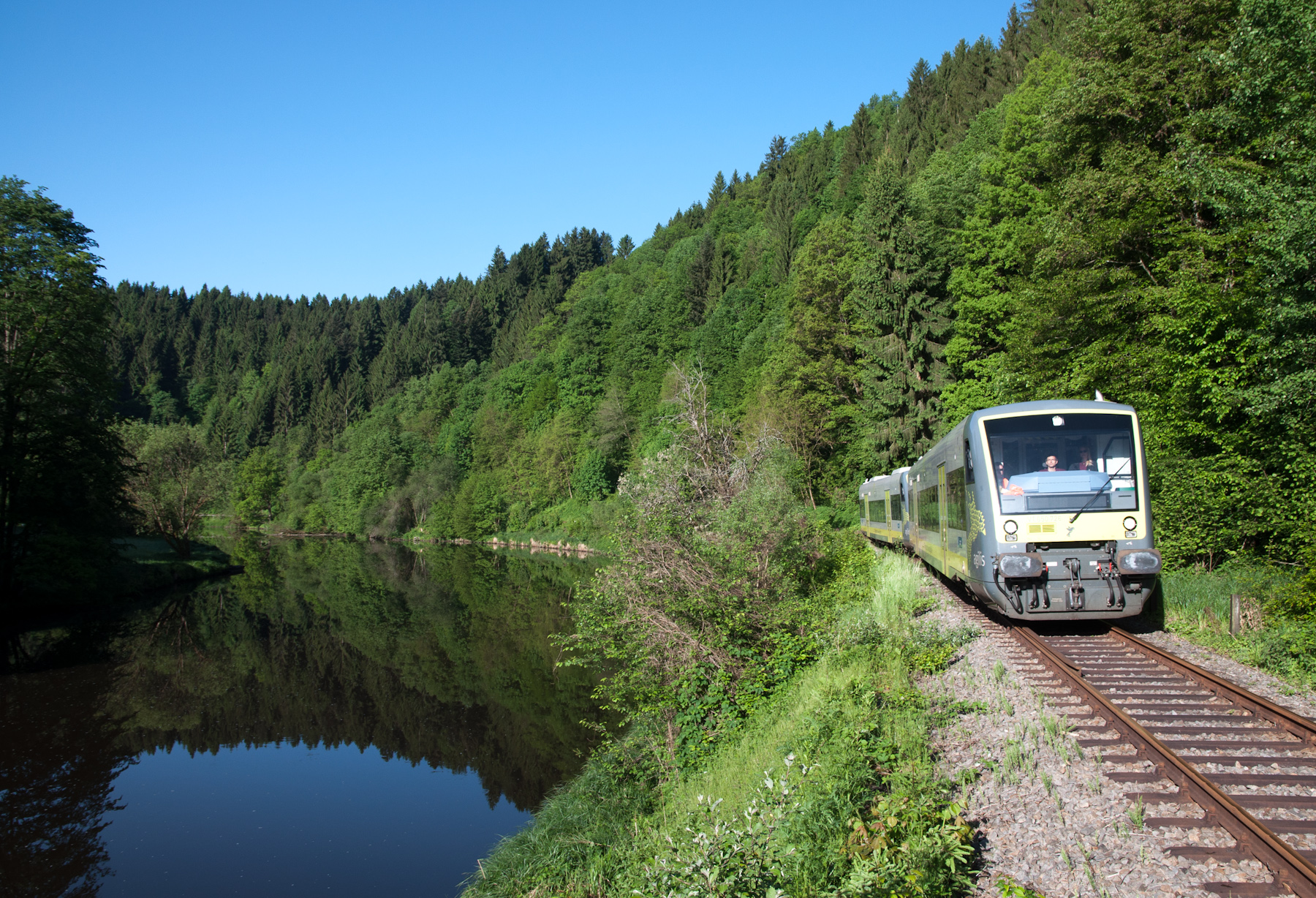
Agilis-Regioshuttle bei Fischhaus

Die Fahrsaison 2013 startete am 27. April 2013 und endete am 27. Oktober 2013. Wie im Vorjahr wurde an allen Wochenenden und Feiertagen gefahren. Eine Woche vor der Saisoneröffnung fuhr der jährliche Sonderzug des Landkreises Freyung-Grafenau mit knapp 200 Fahrgästen aus der Tourismusbranche. Durch den Beitritt Waldkirchens zum GUTi-System konnte in den Pfingstferien eine deutliche Zunahme an Fahrgästen mit diesem Ticket verzeichnet werden. Durch das Hochwasser Anfang Juni 2013 kam es am 2. Juni 2013 in der Nähe der Eisenbahnüberführung der Bundesstraße 85 zu einem Hangrutsch neben der Strecke. Aus Sicherheitsgründen wurde dieser Abschnitt gesperrt und vom 8. Juni bis 30. Juni 2013 Schienenersatzverkehr zwischen Passau Hauptbahnhof und Fischhaus gefahren. Ab dem 6. Juli 2013 verkehrten die Züge wieder über die Gesamtstrecke. In dieser Zeit fuhren statt der üblichen 1.000 Fahrgäste pro Tag nach Angaben der Ilztalbahn GmbH lediglich 300 bis 400 Fahrgäste auf der Bahnstrecke. Wie schon im Vorjahr konnte man dagegen am letzten Sommerferienwochenende Mitte September mit jeweils 1.700 Fahrgästen samstags und sonntags den besten Zuspruch verzeichnen. Mit 38.000 Fahrgästen schloss man wetterbedingt mit weniger Fahrgästen als im Vorjahr ab, erreichte jedoch erneut finanziell einen kleinen Gewinn.

### 2014 Start des Zwei-Zug-Betriebes

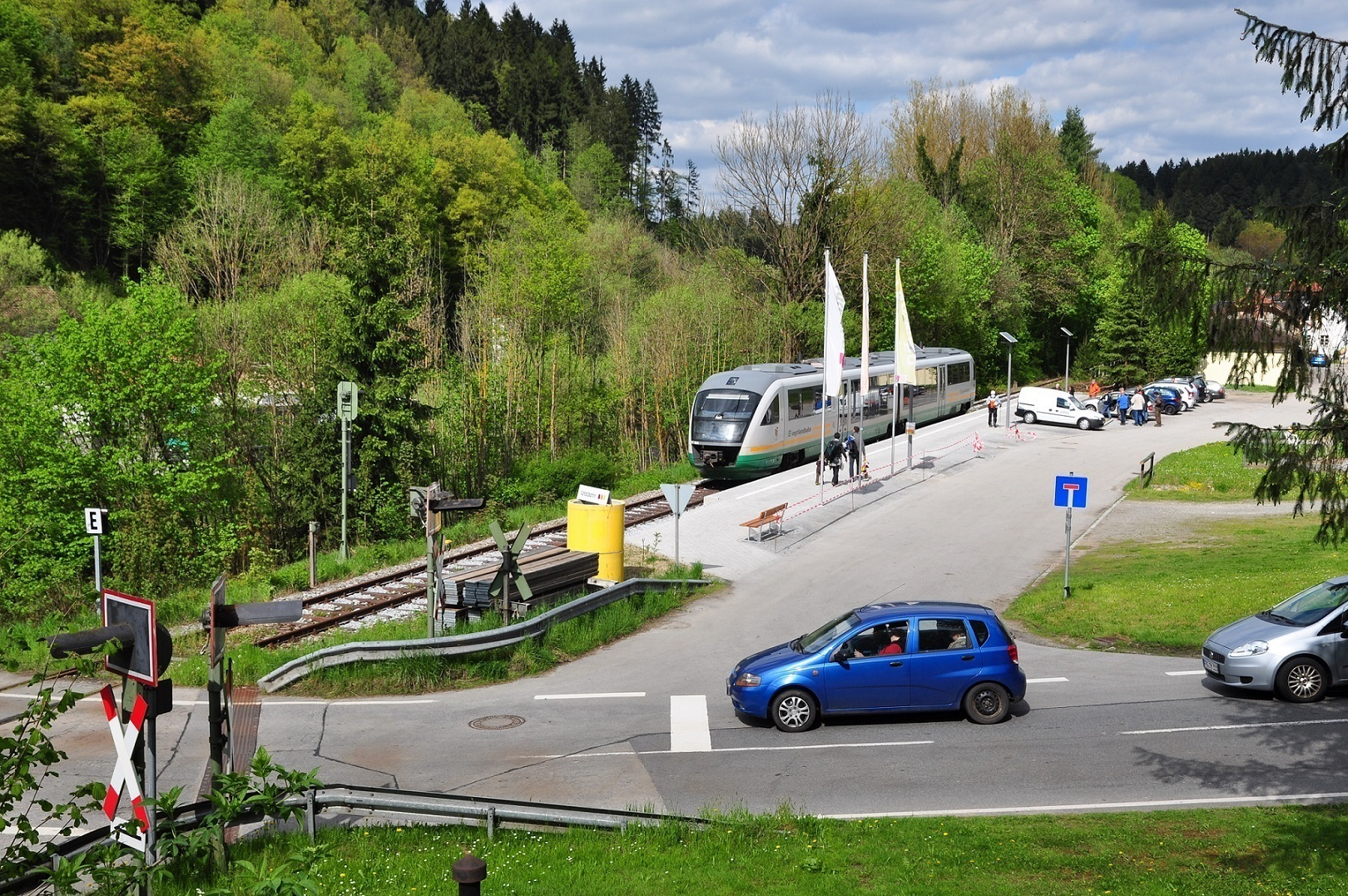
Ein Desiro der Vogtlandbahn im Einsatz auf der Ilztalbahn am sanierten Haltepunkt Fürsteneck

In der Winterpause ertüchtigte die Ilztalbahn GmbH die Bahnstrecke für einen Zwei-Zug-Betrieb mit den Kreuzungspunkten Kalteneck und Waldkirchen. Dadurch wurde ein verdichteter Fahrplan mit sechs Zugpaaren pro Tag ermöglicht. In der vom 1. Mai bis 26. Oktober 2014 dauernden Saison wurde, wie in den Vorjahren, an Wochenenden sowie an sechs Wochenfeiertagen gefahren. Die Züge wurden nicht mehr wie in den Vorjahren mit Regio-Shuttle, sondern mit größeren Desiro Classic durchgeführt, die von der Vogtlandbahn gemietet wurden. Die Feiertagsfahrten wurden wie in den Vorjahren mit historischen Fahrzeugen der Passauer Eisenbahnfreunde durchgeführt. Nachdem eine Belastungsfahrt am 17. Juli erfolgreich verlaufen war, fuhren seitdem wieder vereinzelt Lok-Wagen-Züge auf der Strecke. Dies ermöglicht perspektivisch, am Bahnhof Waldkirchen Holz aus dem Böhmerwald zu verladen und somit nach mehr als zehn Jahren wieder Schienengüterverkehr auf der Strecke durchzuführen.
An einzelnen Tagen musste jeweils ein Abendzug samstags und ein Morgenzug sonntags im Schienenersatzverkehr durchgeführt werden, da es Probleme mit der Übergabe des Zugmeldebuchs zwischen den an verschiedenen Orten weilenden Zugleitern gab.
Am 20. September kam es am technisch gesicherten Bahnübergang in Kalteneck zu einem Zusammenstoß zwischen einem Zug und einem Auto. Insgesamt fuhren in der Saison 2014 42.000 Fahrgäste mit der Ilztalbahn.

### 2015 Diskussionen über einen Probebetrieb

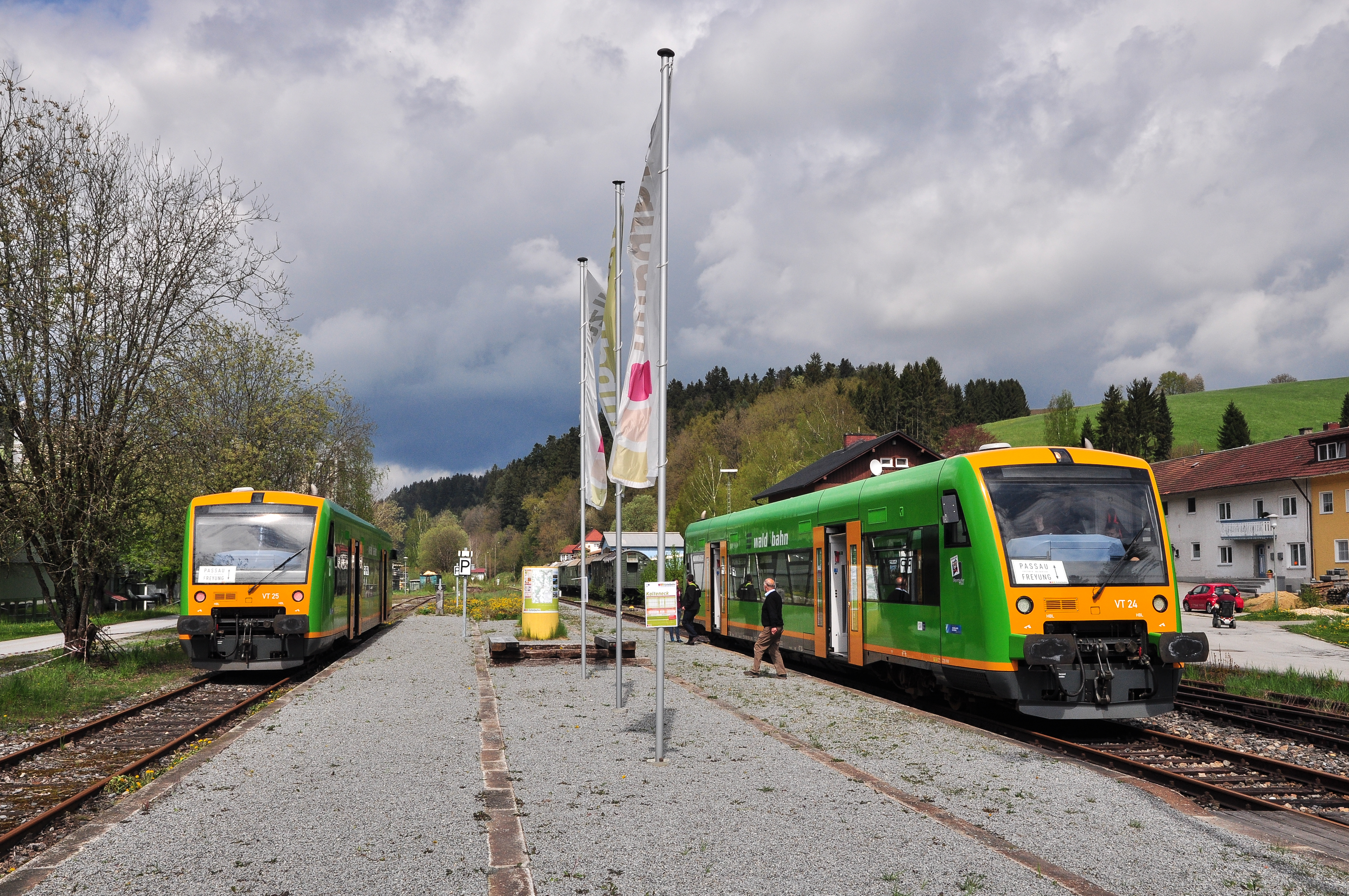
Zugkreuzung im Bahnhof Kalteneck (2015)

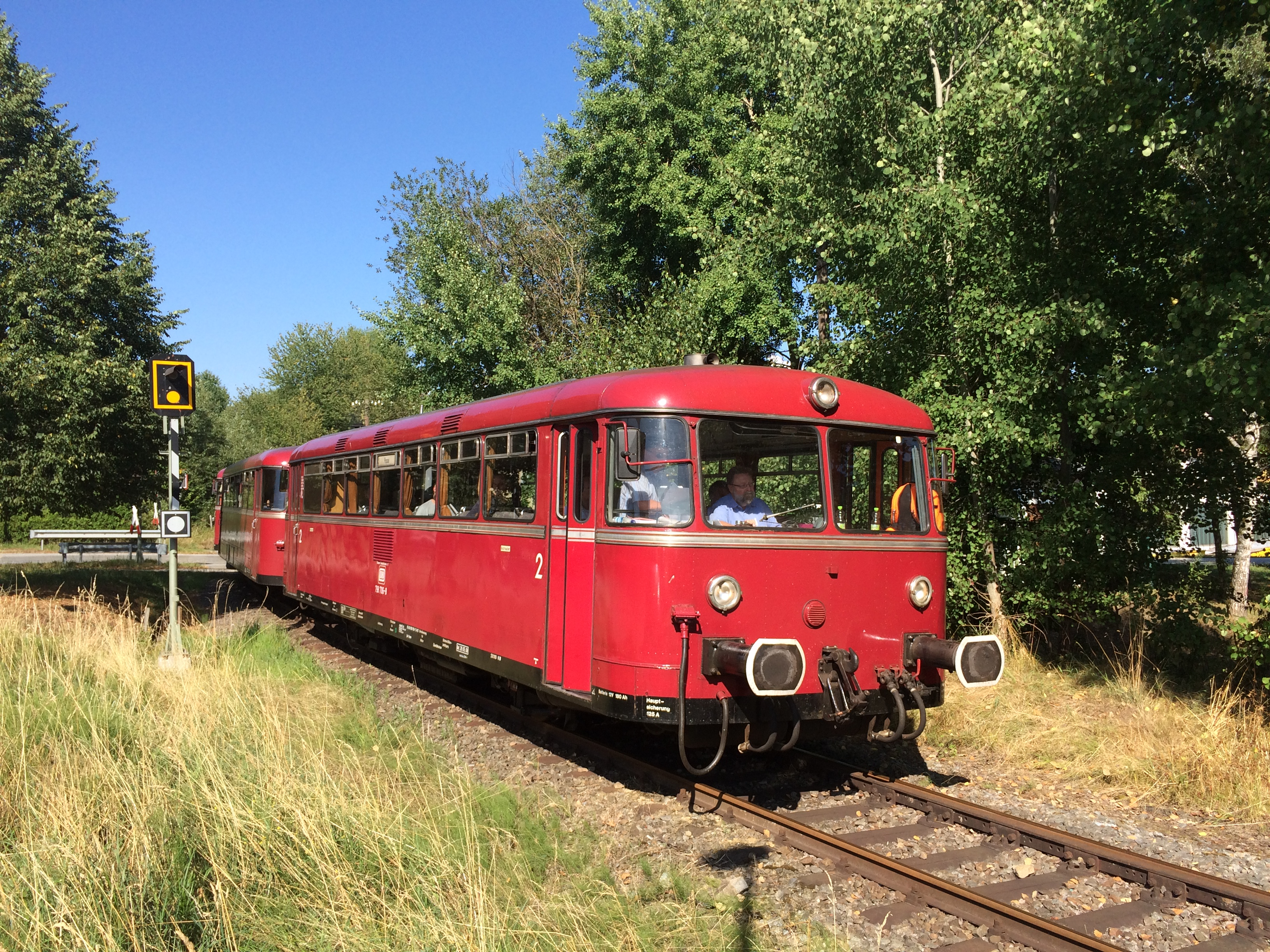
Schienenbus der Passauer Eisenbahnfreunde in Röhrnbach (2015)

Um zukünftig einen täglichen Personenverkehr anbieten zu können, bemüht man sich darüber hinaus um Sondermittel des Freistaats für einen Probebetrieb. Dieser sollte im Rahmen der Verhandlungen um den Nachtragshaushalt im März 2014 vom Bayerischen Landtag beschlossen werden. Für diesen Probebetrieb sprach sich unter anderem Landwirtschaftsminister Helmut Brunner aus. Die Anträge auf Probebetriebe auf dieser Strecke wurden jedoch abgelehnt. Dies führte zu Kritik aus der Region, die vom Minister mit Verweis auf weitere Untersuchungen bezüglich des Fahrgastpotentials, der Verkehrssicherheit und der Eignung der Infrastruktur für einen täglichen Taktverkehr zurückgewiesen wurde. Ende Juni meldeten sich auch vor Ort Kritiker eines Probebetriebes. Die Passauer SPD-Kreisfraktion mahnte an, dass es durch den Probebetrieb zu keinen Verschlechterungen im Schülerverkehr kommen dürfe. Der Landrat von Freyung-Grafenau berichtete in einer Kreisausschusssitzung zur Reaktivierung der Ilztalbahn Ende Juni, dass die Bayerische Eisenbahngesellschaft die circa 80.000 € teure Potenzialanalyse finanzieren wolle. Dies bringt seinen Worten zufolge eine neue Dynamik in die Diskussion über die Entscheidung zwischen einem Schnellbus oder einer Wiederaufnahme des Personenverkehrs auf der Schiene.
Am 1. Mai 2015 startete die vierte Fahrsaison mit einem zum Vorjahr kaum geänderten Fahrplan. Zum Einsatz kommen in der Regel Waldbahn-Regio-Shuttle. Diese wurden durch eine baubedingte Streckensperrung auf ihrem Stammnetz verfügbar.
Der Förderverein veranstaltete am 13. Juni 2015 am Bahnhof in Röhrnbach ein Fest der Eröffnung des Abschnittes Passau–Röhrnbach 125 Jahren zuvor.
Die Saison wurde mit einem Ergebnis von 36.000–37.000 Fahrgästen abgeschlossen.

### 2016 Ablehnung des Probebetriebes
Die Saison 2016 musste im Juni und Juli nach einem Hangrutsch bei Passau Stelzlhof für 6 Wochen mit Schienenersatzverkehr gefahren werden.
Nachdem der Landkreis Passau eine Unterstützung für einen Probebetrieb verweigert hatte, lehnte die Bayerische Eisenbahngesellschaft ihn ab. Der Kreis sah die Auswirkungen auf den Bus- und Schülerverkehr als zu negativ an.

### 2017 Murenabgang und Holztransporte
Nachdem erstmals ein Saisonbeginn mit einem dichten Stundentakt sowie Dampfzugfahrten geplant war, musste er aufgrund eines Murenabgangs am Patrichinger Tunnel um mehrere Wochen auf den 29. Juli verschoben werden. Anschließend wurde die Saison mit ähnlichem Betriebsprogramm durchgeführt. Es kommen wie in den Vorjahren geliehene Regio-Shuttles der Länderbahn und agilis sowie an Feiertagen der Schienenbus der Passauer Eisenbahnfreunde zum Einsatz.
Ein weiterer Sturm Ende August 2017 unterbrach die Strecke noch einmal für eine Woche.
Parallel zur Ilztalbahn führte der Landkreis Freyung-Grafenau ab dem 1. September 2017 eine Schnellbuslinie ein.
Nach mehreren großen Sturmereignissen fielen im Landkreis Freyung-Grafenau große Mengen Holz an. Die Ilztalbahn GmbH konnte erreichen, dass bis zu 100.000 Festmeter ab dem 9. Oktober 2017 per Güterzug vom Bahnhof Waldkirchen abtransportiert wurden. Den Transport übernahmen die Eisenbahnverkehrsunternehmen Stauden-Verkehrs-Gesellschaft und Salzburger Eisenbahn Transportlogistik.

### 2019 Sperrungen
Am 13. August 2019 verkeilte sich ein Lkw in einer engen Straße oberhalb der Bahnstrecke bei Hutthurm. Es bestand die Gefahr, dass dieser auf die Gleise stürzt. Eine vorsorgliche Sperrung dauerte mehrere Tage, da sich die Bergung des Lkws als schwierig erwies.
Am 7. September 2019 kollidierte ein Pkw an einem Bahnūbergang in Kalteneck mit dem planmäßigen Zug der Ilztalbahn nach Passau. Dabei wurde durch die Kollision eine Weiche während der Durchfahrt betätigt, so dass der Zug mit dem vorderen Drehgestell entgleiste. Im Zug wurde trotz der Schnellbremsung niemand, jedoch die Fahrerin des Pkws leicht verletzt. Die Weiche wurde bei dem Unfall so stark beschädigt, dass der Betrieb vorläufig eingestellt werden musste. Am 19. September wurden die Reparatur sowie eine abschließende Vermessung abgeschlossen, so dass der Betrieb am nächsten Betriebstag wieder aufgenommen wurde.

### 2024 Eigene Betriebsführung
Zum 1. April 2024 übernahm die Ilztalbahn GmbH den Betrieb der Strecke als Eisenbahninfrastrukturunternehmen.

## Streckenausbau
Im Bereich der Bahnübergänge verfügt die Ilztalbahn über fünf technisch gesicherte Bahnübergänge, welche durch Blinklichtanlagen mit Überwachungssignal für den Lokführer (ÜS-Anlagen) gesichert sind. Die Ilztalbahn GmbH hat bis zum September 2011 den stark befahrenen Bahnübergang in Fischhaus mit einer lokführerüberwachten Halbschrankenanlage (LoH) ausgerüstet. Diese Anlage ist seit dem 1. Oktober 2011 in Betrieb.
Um höhere Achslasten zu ermöglichen, wurden im Jahr 2013 die Holzschwellen auf einigen Brücken erneuert.

## Haltestellenverlegungen und -neubauten
Aufgrund von Anwohnerbeschwerden wird die im Ortsteil Unterjacking gelegene Haltestelle Tiefenbach verlegt. Die Umsetzung dieser Maßnahme kostet 20.000 Euro. Der Gemeinderat von Tiefenbach lehnte eine beantragte finanzielle Beteiligung über 6.000 Euro ab. Die Haltestelle soll etwa 200 Meter südlich des alten Haltepunkts direkt am dortigen Bahnübergang entstehen. Nach Angaben der Ilztalbahn GmbH nutzten 800 Fahrgäste in der Saison 2011 diese Haltestelle. Damit war sie die am schwächsten benutzte Haltestelle an der Strecke. Das erste, 2012 eingeleitete Planfeststellungsverfahren wurde zurückgezogen, da für die beiden angedachten Verlegungsvarianten nach Norden und Süden kein Einvernehmen mit den dortigen Anwohnern erzielt werden konnte. Der Gemeinderat von Tiefenbach forderte Anfang Februar 2013 die Ilztalbahn GmbH auf, die Haltestelle bis zur Errichtung des neuen Bahnsteigs nicht mehr anzufahren. Dies lehnte die Gesellschaft ab mit dem Hinweis, dass die Unterlagen für ein Planfeststellungsverfahren voraussichtlich noch Ende Februar 2013 bei der Regierung von Oberbayern als Aufsichtsbehörde eingereicht werden.
Es war um 2011 geplant, einen zusätzlichen Haltepunkt in Stelzlhof im Stadtgebiet von Passau zu errichten, dies hat sich jedoch zerschlagen.
Der provisorische Bahnsteig in Fürsteneck wurde 2014 zu einem dauerhaften Bahnsteig ausgebaut. Ein neuer Bedarfshaltepunkt in Karlsbach soll ebenfalls errichtet werden.
Zum Waldkirchner Volksfest wurde 2024 erstmals der temporäre Haltepunkt Waldkirchen Volksfest beim Volksfestgelände eingerichtet. Zum Volksfest 2025 wurden dort ein temporärer Bahnsteig aufgebaut und zusätzlich Bedarfshalte in Karlsbach mit Ein- und Ausstiegen über eine mobile Treppe am Bahnübergang der Kreisstraße FRG 1 angeboten.

## Finanzierung

### Tarife
Die Ilztalbahn ist als Freizeitbahn nicht in den deutschlandweiten Nahverkehrstarifverband integriert. Sie erhebt einen eigenen Haustarif, dessen Höhe sich an den Normalpreisen des Nahverkehrstarifs der Deutschen Bahn orientiert. So kostet eine Einzelfahrt auf der Ilztalbahn je nach zurückgelegter Strecke zwischen 2 und 10 Euro. Hin- und Rückfahrtickets sind für 2 bis 19 Euro erhältlich. Neben diesen Fahrkarten gibt es für Familien und Jugendliche weitere ermäßigte Fahrkarten.
Mit dem Donau-Moldau-Ticket wird ein grenzüberschreitendes Tagesticket angeboten, das in Zügen in Südböhmen auf der Ilztalbahn und im Landkreis Freyung-Grafenau in den Anschlussbussen zur Bahn genutzt werden kann. Einzige Zeitkarte im Fahrkartenangebot ist eine Saisonkarte zum Preis von 100 bis 140 Euro.
Die Unentgeltliche Beförderung für Schwerbehinderte wird mit einer Preisreduzierung von 50 % anerkannt.
Seit dem Saisonbeginn 2012 ist in den Zügen der Ilztalbahn das Bayerwald-Ticket, das Gästeticket GUTi und das Bayern-Ticket auf dem Abschnitt Röhrnbach–Freyung gültig. Seit der Saison 2014 wird darüber hinaus ein Anschlussfahrschein Passau–Röhrnbach für 12 Euro angeboten. Das zum 1. Mai 2023 eingeführte Deutschlandticket ist ebenfalls auf dem Abschnitt Röhrnbach–Freyung gültig.

### Nicht anerkannte Fahrkarten
Die parallel zur Bahnlinie verlaufende Buslinie der Regionalbus Ostbayern (RBO) ist in das Tarifsystem der Deutschen Bahn eingebunden, da diese 1982 als Schienenersatzverkehr eingerichtet wurde. Aus diesem Grund sind durchgehende Zug-Bus-Fahrkarten zu allen Bushaltestellen an den Ilztalbahn-Halten erhältlich. Diese gelten jedoch nicht in den Zügen der Ilztalbahn. Ebenso gelten auf der Ilztalbahn nicht die Fahrausweise der Verkehrsgemeinschaft Landkreis Passau.

### Förderungen
Im Frühjahr und Frühsommer 2011 bemühte sich die Ilztalbahn GmbH um Bürgen für 1,67 Millionen Euro aus dem EFRE-Fördertopf. Dieser ist für die Förderung notwendig, um einen Betrieb über 15 Jahre abzusichern. Diese fanden sich schließlich in den regionalen Sparkassen und Genossenschaftsbanken.
Am 25. Juli 2011 entschied der Kreistag Freyung-Grafenau, den Anschlussbusverkehr für eine Dauer von 15 Jahren zu bestellen. Ebenso wird in den nächsten 15 Jahren jeweils ein Sonderzug pro Jahr durch den Landkreis bestellt. Eine darüber hinausgehende finanzielle Unterstützung lehnte der Kreistag ab.
Der Haushaltsausschuss des Landkreises Passau stimmte Anfang 2013 einer Förderung von 15.000 Euro für Infrastrukturmaßnahmen auf seinem Gebiet an die Ilztalbahn GmbH zu.

### Förderverein Ilztalbahn
Als Anerkennung für die erfolgreiche, ehrenamtliche Arbeit wurde dem Förderverein Ilztalbahn Ende des Jahres 2011 der „Bürgerkulturpreis 2011“ des Bayerischen Landtags mit einer Preissumme von 10.000 Euro zuerkannt.

Gemeinden die das GUTi (grün) bzw. die VLC-Gästekarte (gelb) eingeführt haben. (Stand 1. Januar 2015)

Auf der Mitgliederversammlung des Fördervereins am 29. November 2011 wurde bekannt, dass die DB Netz AG die Strecke verkaufen will. Daneben wurde auf dieser Versammlung diskutiert, ob man Sonderzugverkehre und einen Winterfahrplan durchführen will und ob das GUTi-Ticket im südlichen Landkreis Freyung-Grafenau eingeführt werden soll. Als erste Anliegergemeinde führte Waldkirchen das Ticket am 1. Januar 2013 ein. Die Stadt Freyung lehnte einen Beitritt Ende März 2013 ab.
Im Herbst 2013 erhielt der Förderverein den Baumsteftenlenz-Heimatpreis vom Heimatverein d'Ohetaler Riedlhütte für seine Verdienste um Infrastruktur und Tourismus.

## Rezeption in den Medien
Neben mehreren Fernsehberichterstattungen, wie etwa durch die Sendung Eisenbahn-Romantik oder dem Bayerischen Rundfunk, diente die Strecke 2010 als Drehort für den Film Hell. Für eine Folge der Fernsehserie Um Himmels Willen diente der Bahnhof Waldkirchen 2014 als Drehort. Auch für den Film Der Boandlkramer und die ewige Liebe wurde im Bahnhof Waldkirchen gedreht.

## Bildergalerie

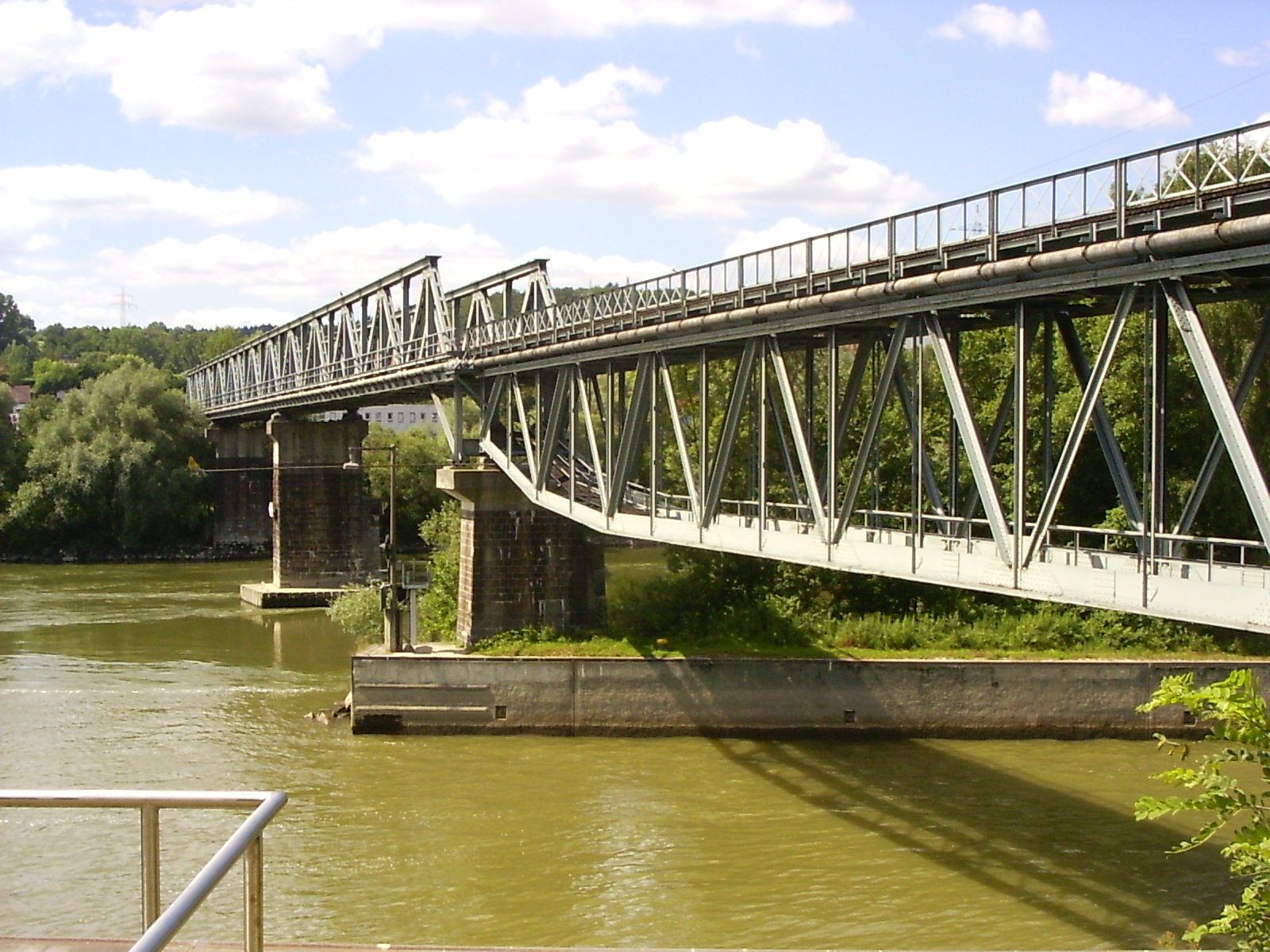
Die Kachletbrücke
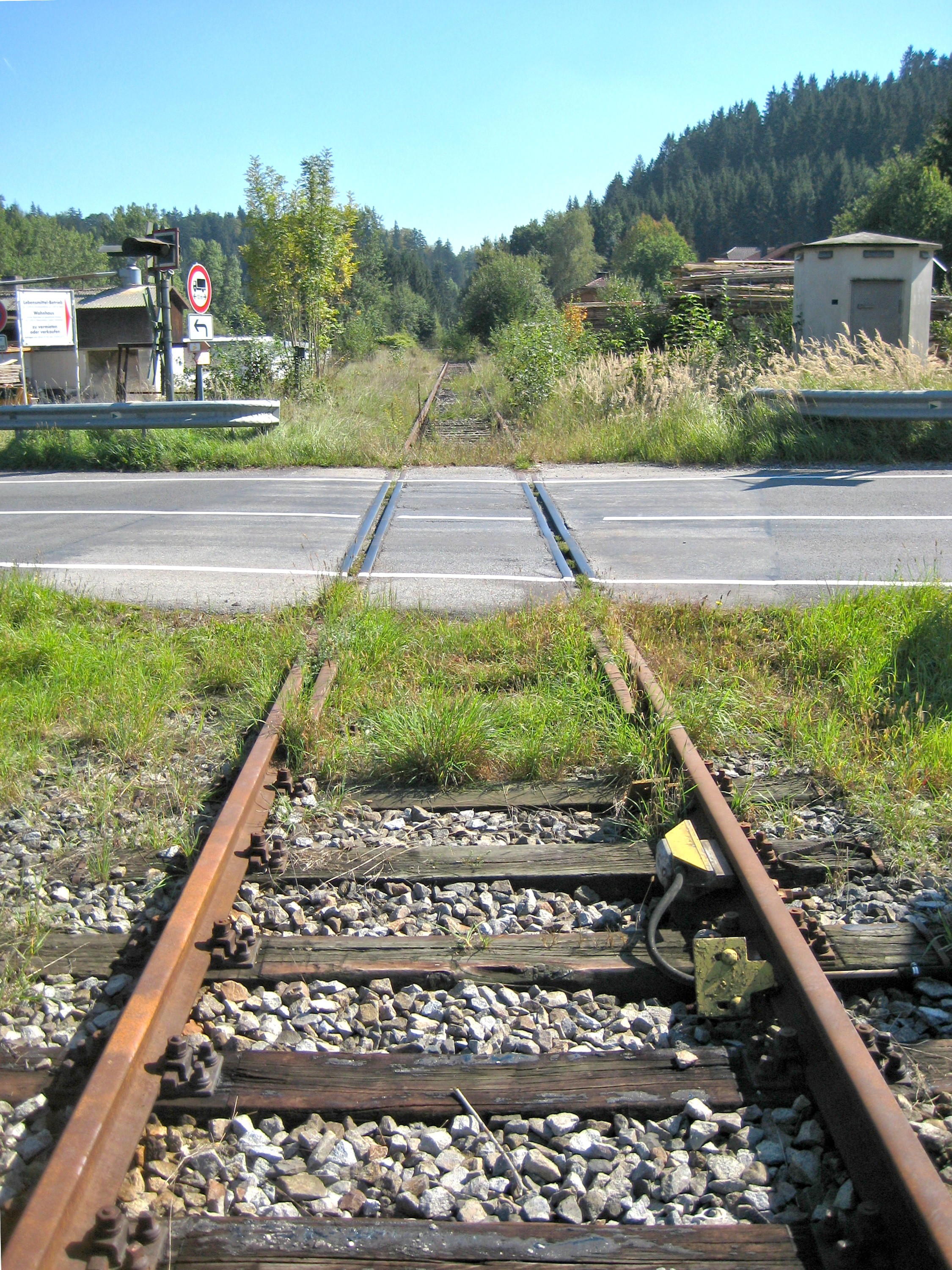
Fischhaus (2007)
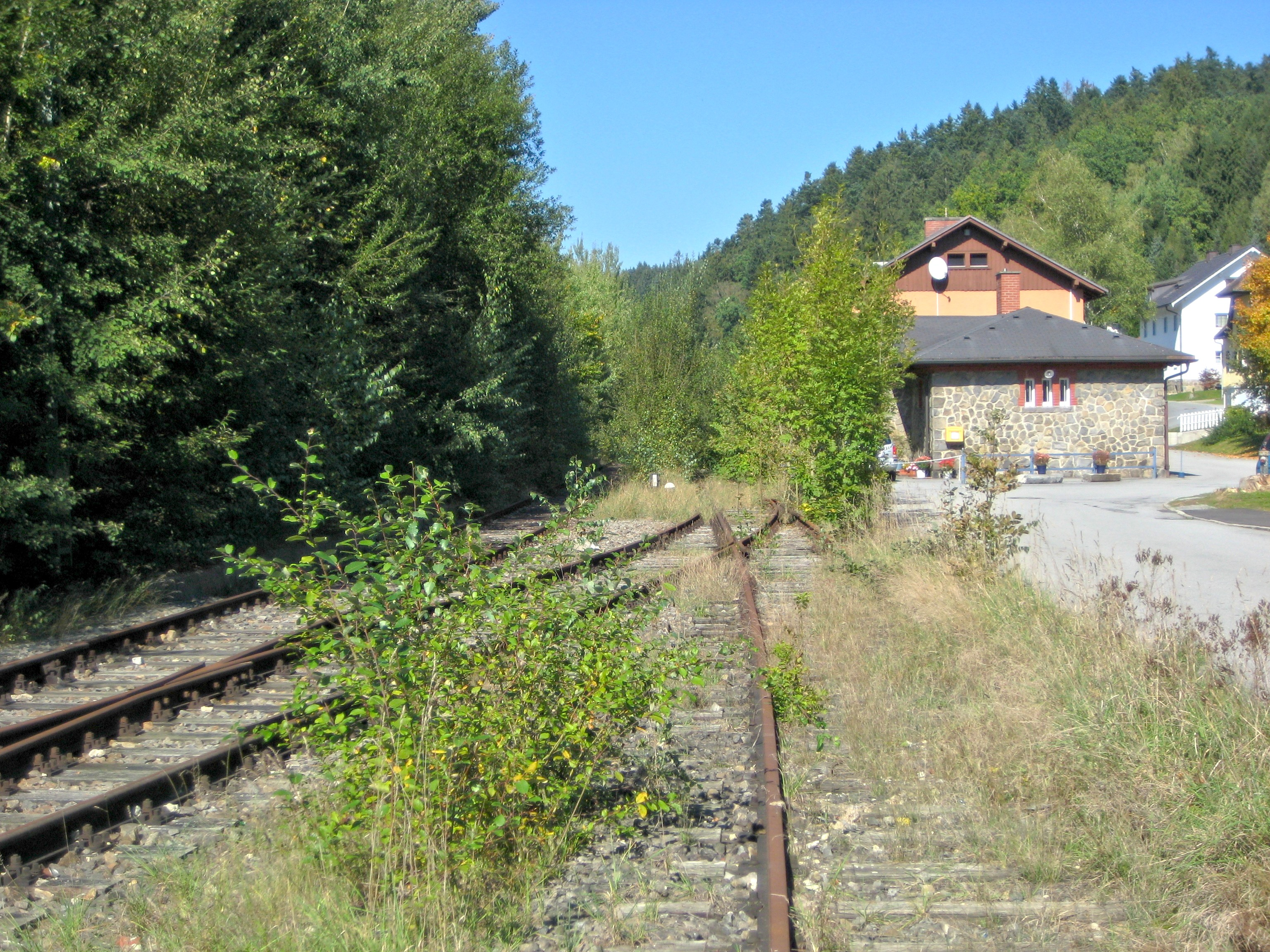
Bahnhof Kalteneck (2007)
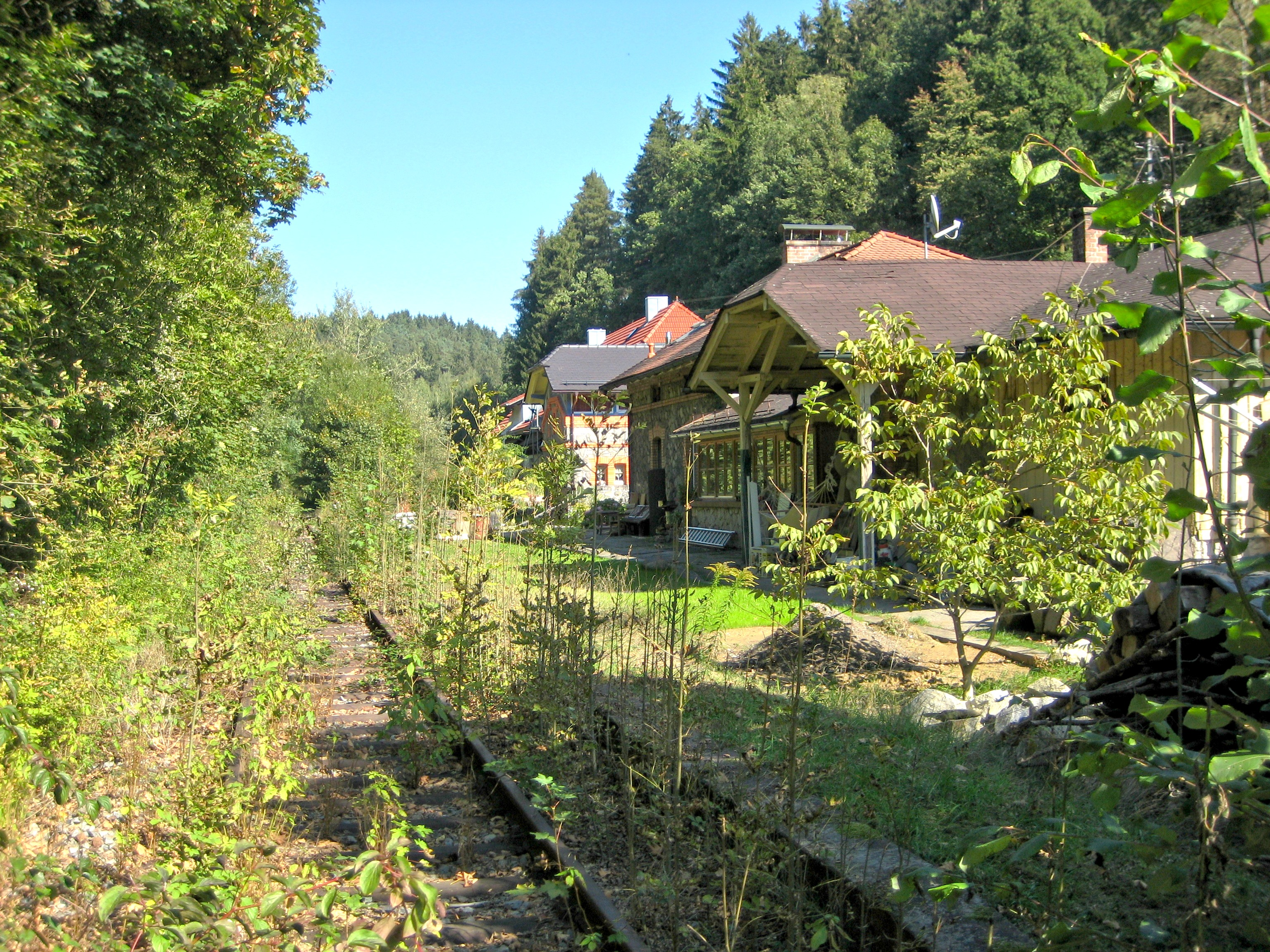
Bahnhof Fürsteneck (2007)
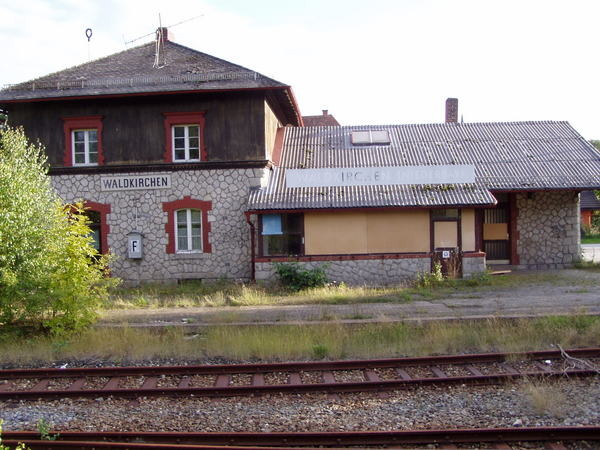
Bahnhof Waldkirchen (2006)
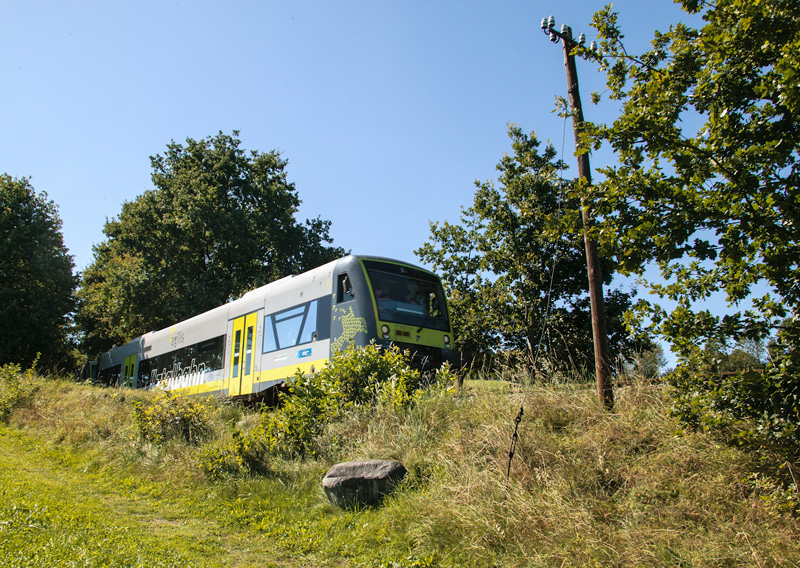
Agilis-Regioshuttle im Sommer 2012
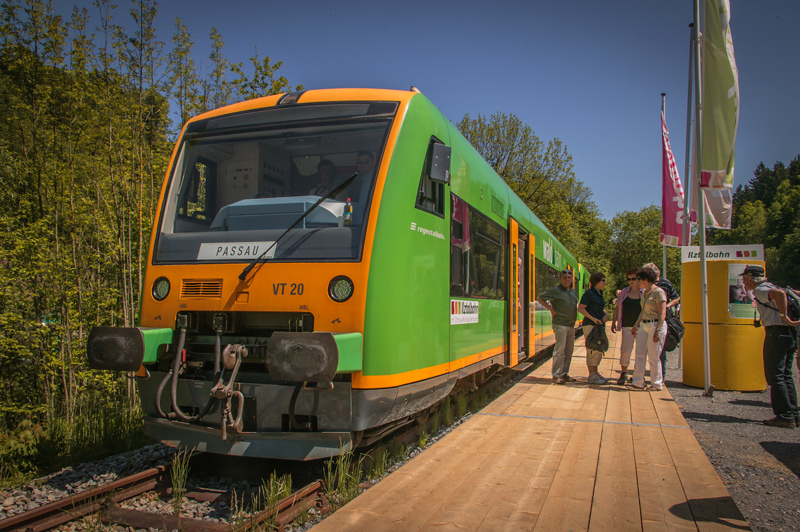
Waldbahn-Regioshuttle in Fürsteneck
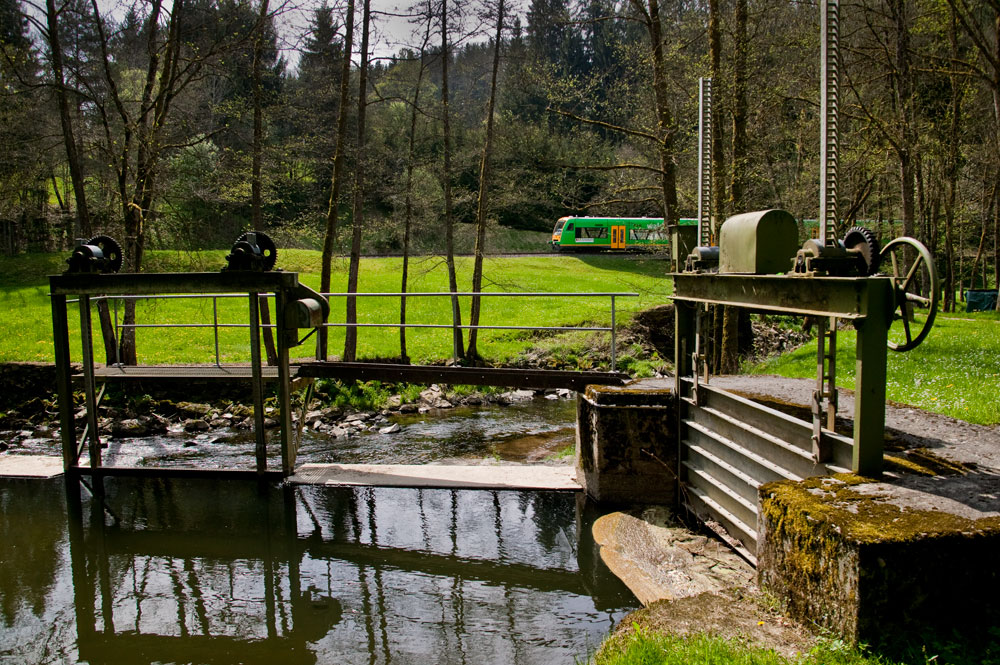
Die Ilztalbahn passiert die Leopiermühle am Osterbach